# Операция «Хамец»
Операция «Хамец» (ивр. מבצע חמץ‎) — военная операция «Хаганы» и Иргуна (еврейских военизированных формирований) в ходе гражданской войны в подмандатной Палестине. Операция завершилась установлением контроля над окрестностями Яффы и её окружением, что привело к её капитуляции через две недели.

## Предыстория
В первую половину XX века население Яффы быстро росло, и к 1948 г. достигло 100 тыс. человек; чуть меньше трети из них составляли евреи (уже в конце XIX — начале XX века многие евреи покинули город и переселились в будущий Тель-Авив). Из-за её преимущественно арабского населения, по плану раздела Палестины Яффа должна была стать анклавом арабского государства, окружённым еврейской территорией, и служить его портом. В конце 1947 года, с началом гражданской войны, в город прибыли добровольцы из арабских стран; еврейское население бежало в Тель-Авив, а по улицам между этими двумя городами пролегла линия фронта. С минаретов яффских мечетей снайперы обстреливали улицы Тель-Авива, за несколько месяцев конфликта около 1000 жителей города было убито и ранено; также использовались миномёты. Яффский анклав представлял собой угрозу соседнему Тель-Авиву и контролировал дороги, связывающие его с Иерусалимом и югом Палестины.

## Планирование
Окружение Яффы планировалось в рамках плана «Далет», предполагавший переход Хаганы к наступательным действиям и подчинение городов со смешанным населением. В отличие от Хайфы и Тверии, в Яффе размещались английские войска, поэтому командование отказалось от прямой атаки на город, чтобы измежать столкновения с ними. Вместо этого было решено окружить город и отрезать его от деревень, лежащих восточнее. Ожидалось, что это приведёт к сдаче города без боя. Руководство операцией было поручено бригаде Александрони, кроме этого, в операции участвовали бригады Гивати и Кирьяти.

## Ход операции
25 апреля, за два дня до начала операции, отряд Иргуна численностью около 600 человек без согласования с Хаганой атаковал Маншию, арабский район, отделявший Тель-Авив от моря. Через три дня упорных боёв они захватили район, но при продвижении оттуда на юг столкнулись с английскими частями. В ответ англичане начали артиллерийский обстрел Тель-Авива. Тогда Иргун начал переговоры с англичанами, в итоге согласившимися оставить Маншию под еврейским контролем, при условии, что бойцов Иргуна сменят отряды Хаганы.
Сама операция Хаганы началась 28 апреля 1948 года в 00:45 ночи. На севере бригада Александрони захватила деревни Хаирия, Сакия и Кафр-Ана, а также последнюю часть английской базы «Тель-Литвинский», которую контролировали арабы.
Бригада Кирьяти обстреливала деревни Салама, Маншия и Джабалия, прикрывая основные силы. Бригада Гивати наступала на юге на хорошо укреплённую деревню А-Риш, где на господствующем холме стоял двухэтажный блокгауз, от которого расходились траншеи. При помощи артиллерии холм удалось захватить за несколько минут, но через два часа его контратаковал отряд Армии спасения численностью в 300 человек, которым удалось выбить оттуда отряд Хаганы, остатки которого отступили. 30 апреля бойцы Гивати атаковали лежащий восточнее Язур, захватив его почти без сопротивления.

## Итоги и последствия
В результате операции Яффа была отрезана от окружающих деревень. Прямым последствием операции являллось прекращение обстрелов Тель-Авива и устранение угрозы еврейскому движению по дорогам, ведущим в город.
Жители Яффы начали ощущать нехватку продуктов, а арабские добровольцы из Армии спасения стали мародёрствовать. 5 мая, не получил подкрепления, город покинул его арабский командующий, Мишель Иса. Жители стали покидать Яффу по морю, ежедневно уплывали 5-8 тыс. человек. В итоге большая часть арабского населения бежала. Город окончательно капитулировал 13 мая, после вывода английских войск.